# (231265) Saulperlmutter
(231265) Saulperlmutter ist ein im mittleren Hauptgürtel gelegener Asteroid. Er wurde von dem italienischen Amateurastronomen Vincenzo Silvano Casulli am 5. Januar 2006 am Observatorium im Ortsteil Vallemare (IAU-Code A55) der Gemeinde Borbona in der Provinz Rieti entdeckt.
Mittlere Sonnenentfernung (große Halbachse), Exzentrizität und Neigung der Bahnebene von (231265) Saulperlmutter entsprechen grob der Dora-Familie, einer Gruppe von Asteroiden, die nach (668) Dora benannt ist. Der Asteroid gehört jedoch keiner definierten Asteroidenfamilie an.
(231265) Saulperlmutter wurde am 22. April 2016 nach dem US-amerikanischen Astrophysiker Saul Perlmutter (* 1959) benannt, der 2011 gemeinsam mit Brian P. Schmidt und Adam Riess den Nobelpreis für Physik erhielt „für die Entdeckung der beschleunigten Expansion des Universums durch Beobachtungen weit entfernter Supernovae“. Nach Brian P. Schmidt und Adam Riess wurden am selben Tag die ebenfalls von Vinzeno Silvano Casulli entdeckten Asteroiden (233292) Brianschmidt und (236305) Adamriess benannt.
| Vorgänger           | Asteroid     | Nachfolger         |
| ------------------- | ------------ | ------------------ |
| (231264) 2005 XJ289 | Nummerierung | (231266) 2006 AW13 |